# Bisbat de Pinerolo
El bisbat de Pinerolo (italià: diocesi di Pinerolo; llatí: Dioecesis Pineroliensis) és una seu de l'Església catòlica, sufragània de l'arquebisbat de Torí, que pertany a la regió eclesiàstica Piemont. El 2004 tenia 80.000 batejats d'un total de 100.250 habitants. Actualment està regida pel bisbe Piergiorgio Debernardi.

## Territori
La diòcesi comprèn la porció sud-occidental de la província de Torí. Limita al nord amb la diòcesi de Susa, a l'est amb l'arxidiòcesi de Torí, al sud amb la de Saluzzo i a l'oest amb la diòcesi de Gap, a França.
La seu episcopal és la ciutat de Pinerolo, on es troba la catedral de San Donato.
El territori està dividit en 62 parròquies, agrupades en quatre arxiprestats: zona pianura, zona urbana, zona Val Pellice i zona valli Chisone i Germanasca.

### Istituts religiosos

#### Istituts religiosos masculins
- Oblats de Maria Verge
- Societat Salesiana
- Orde dels Frares Menors Caputxins
- Congregació de Sant Josep
- Germans de Sant Josep Benet Cottolengo
- Congregació de la Missió

#### Istituts religiosos femenins
- Orde de la Visitació de Santa Maria
- Germanes de Sant Joseph de Pinerolo
- Germanes de Sant Josep Benet Cottolengo
- Germanes del Sant Nadal
- Filles de Maria Auxiliadora
- Filles de la Caritat de Sant Vicenç de Paül
- Germanes Missioneres de Jesús Treballador
- Petita Comunitat de Natzaret

## Història
La diòcesi va ser erigida el 23 de desembre de 1748 pel Papa Benet XIV amb la butlla In sacrosancta, amb territori desmembrat majoritàriament de l'abadia territorial cistercenca de Santa Maria di Abbadia Alpina, fundada per la comtessa Adelaida en 1064 i nullius dioecesis des del 1078, la col·legiata de Sant Donat i de San Maurici i de l'arquebisbat de Torí. D'aquesta última la nova diòcesi se'n va convertir en sufragània.
En primer bisbe nomenat va ser Giovanni Battista D'Orliè De Saint Innocent, C.R.S.A., que fins a l'any anterior era prior de Sant Llorenç d'Oulx, suprimida l'any anterior.
El 3 d'agost de 1772 va cedir una part del seu territori, que corresponen a les valls d'Oulx, de Cesana i de Bardonecchia, en benefici de l'erecció de la diòcesi de Susa, però la cessió es va fer efectiva només a la mort del bisbe de Pinerolo, el 1797.
Molt van haver de patir sota el domini francès de Pinerolo. Els anti-francesos i anti-republicans estaven aclaparats per les milícies valdesos. El 1802 es van dissoldre els ordes religiosos i els seus béns confiscats: agustins, franciscans, caputxins, dominics, carmelites, fogliesos i clarisses. El bisbe va triar una línia molt cautelosa, fent cantar el Te Deum per a Napoleó i lloant a la dreta religiosa, mentre que van adoptar mesures restrictives, com la imposició d'impostos que no va escatimar ni a la pastoral del bisbe i la reducció del nombre de dies festius.
En 1805 la diòcesi va ser abolida i el seu territori agregada a la diòcesi de Saluzzo. Va ser restablerta el 17 de juliol de 1817 amb la butlla Beati Petri del Papa Pius VII.
Durant el Risorgimento el bisbe Renaldi manté una actitud liberal, sovint en contrast amb la línia dels metropolitans torinesos. S'inclinà fortament a favor de l'emancipació dels valdesos encarregat pel rei Carles Albert, basant-se en els seus sermons contra la intolerància. Acollí a la seva diòcesi els clergues de la diòcesi de simpaties liberals rebutjades per l'arquebisbe de Torí i al Concili Vaticà I va ser un ferm opositor del dogma de la infal·libilitat papal.
L'anticlericalisme maçònic i liberal s'interposaren en el camí del bisbe Vassarotti, successor de Renaldi. Des de feia uns mesos no podia residir al bisbat de la manca de l'exequatur governamental a la seva elecció. Les autoritats no van assistir a la seva entrada a la diòcesi i més tard va haver d'abandonar el projecte de restauració de la catedral, degut a l'hostilitat de l'administració de la ciutat. El seu episcopat era tot en nom de la devoció: triplicà els alumnes matriculats en el seminari i en la visita pastoral, va lluitar abusos morals com ara la no observança de les festes religioses, les malediccions, la intemperància.
Finalment, el projecte de la restauració de la catedral va ser un dels èxits del bisbe Sardi.
El Bisbe Giovanni Battista Rossi va defensar als fidels dels perills de la predicació valdesa, en la seva opinió pel diable (particularment insistint en el culte als sants i de la Verge), i per la difusió de la ideologia socialista.

## Cronologia episcopal
- Giovanni Battista D'Orliè De Saint Innocent, C.R.S.A. † (5 de maig de 1749 - 2 de setembre de 1794 mort)
- Giuseppe Maria Grimaldi † (6 d'agost de 1797 - 1803 dimití)[2]
  - Sede soppressa (1803-1817)
- François-Marie Bigex † (1 d'octubre de 1817 - 24 de maig de 1824 nomenat arquebisbe de Chambéry)
- Pierre-Joseph Rey † (24 de maig de 1824 - 2 de juliol de 1832 nomenat bisbe d'Annecy)
- Andrea Charvaz † (20 de gener de 1834 - 9 de maig de 1848 dimití)
- Lorenzo Guglielmo Maria Renaldi † (11 de desembre de 1848 - 23 de juliol de 1873 mort)
- Giovanni Domenico Vassarotti † (22 de desembre de 1873 - 25 d'agost de 1881 mort)
- Filippo Chiesa † (18 de novembre de 1881 - 7 de juny de 1886 nomenat bisbe de Casale Monferrato)
- Giovanni Maria Sardi † (7 de juny de 1886 - 22 de gener de 1894 mort)
- Giovanni Battista Rossi † (18 de maig de 1894 - 19 d'agost de 1922 mort)
- Angelo Bartolomasi † (11 de desembre de 1922 - 23 d'abril de 1929 nomenat arquebisbe de l'ordinariat militar d'Itàlia)
- Gaudenzio Binaschi † (20 de gener de 1930 - 23 de maig de 1968 mort)
  - Sede vacante (1968-1974)
  - Bartolomeo Santo Quadri † (23 de maig de 1968 - 18 de març de 1972 nomenat bisbe de Terni e Narni) (amministratore apostolico)
  - Massimo Giustetti † (1 de juliol de 1972 - 21 de març de 1974 nomenat bisbe) (administrador apostòlic)
- Massimo Giustetti † (21 de març de 1974 - 17 de desembre de 1975 nomenat bisbe de Mondovì)
- Pietro Giachetti † (1 de maig de 1976 - 7 de juliol de 1998 jubilat)
- Piergiorgio Debernardi, des del 7 de juliol de 1998

## Estadístiques
A finals del 2004, la diòcesi tenia 80.000 batejats sobre una població de 100.250 persones, equivalent al 79,8% del total.
| any  | població | població | població | sacerdots | sacerdots       | sacerdots       | sacerdots             | diaques | religiosos | religiosos | parroquies |
| ---- | -------- | -------- | -------- | --------- | --------------- | --------------- | --------------------- | ------- | ---------- | ---------- | ---------- |
| any  | batejats | total    | %        | total     | clergat secular | clergat regular | batejats por sacerdot | diaques | homes      | dones      |            |
| 1950 | 63.150   | 79.850   | 79,1     | 166       | 164             | 2               | 380                   |         | 63         | 875        | 62         |
| 1970 | ?        | 89.310   | ?        | 152       | 118             | 34              | ?                     |         | 52         | 589        | 65         |
| 1980 | 73.712   | 90.880   | 81,1     | 116       | 98              | 18              | 635                   |         | 25         | 603        | 68         |
| 1990 | 71.850   | 88.500   | 81,2     | 114       | 94              | 20              | 630                   | 3       | 26         | 535        | 62         |
| 1999 | 80.000   | 100.000  | 80,0     | 101       | 82              | 19              | 792                   | 9       | 31         | 440        | 62         |
| 2000 | 80.000   | 100.000  | 80,0     | 93        | 76              | 17              | 860                   | 9       | 31         | 396        | 61         |
| 2001 | 80.000   | 100.000  | 80,0     | 96        | 76              | 20              | 833                   | 10      | 53         | 409        | 62         |
| 2002 | 80.000   | 100.000  | 80,0     | 108       | 85              | 23              | 740                   | 10      | 54         | 258        | 62         |
| 2003 | 80.000   | 100.200  | 79,8     | 106       | 83              | 23              | 754                   | 10      | 52         | 248        | 62         |
| 2004 | 80.000   | 100.250  | 79,8     | 106       | 81              | 25              | 754                   | 10      | 55         | 350        | 62         |